# 拉福雷新堡 (马耶讷省)
拉福雷新堡（法語：Le Bourgneuf-la-Forêt，法語發音：[lə buʁnœf la fɔʁɛ]）是法国马耶讷省的一个市镇，位于该省西部，属于拉瓦勒区。

## 地理
拉福雷新堡（48°9'52"N, 0°58'11"W）面积28.6 平方千米，位于法国卢瓦尔河地区大区马耶讷省，该省份为法国西北部内陆省份，北起芒什省和奧恩省，西接伊勒-维莱讷省，南至曼恩-卢瓦尔省，东临萨尔特省。
与拉福雷新堡接壤的市镇（或旧市镇、城区）包括：拉巴科尼耶尔、布尔贡、拉克鲁瓦克西耶、瑞维涅、洛奈维利耶、布里耶港、曼恩地区圣伊莱尔、圣旺德图瓦。

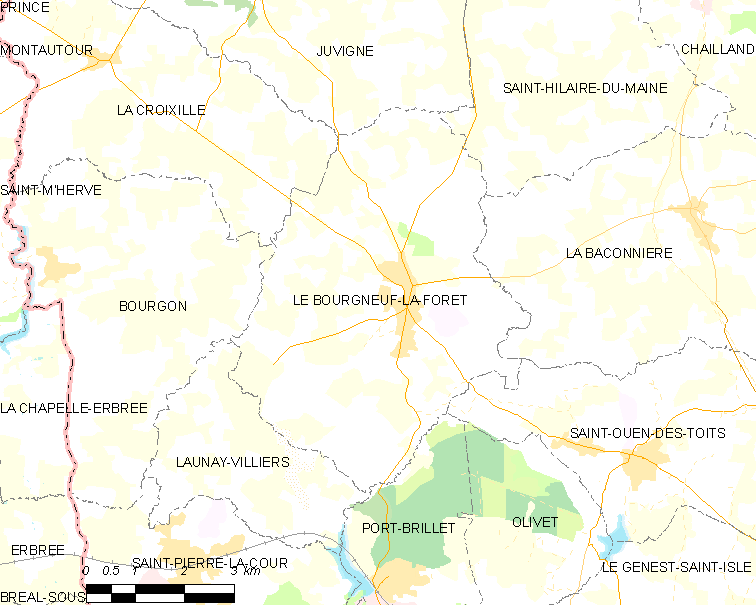
的OSM定位图

拉福雷新堡的时区为UTC+01:00、UTC+02:00（夏令时）。

## 行政
拉福雷新堡的邮政编码为53410，INSEE市镇编码为53039。

## 政治
拉福雷新堡所属的省级选区为卢瓦龙-吕耶县。

## 人口

1962-2008年间人口变化图示

拉福雷新堡于2022年1月1日时的人口数量为1726人。